# اسید ۳٬۱-بیس‌فسفوگلیسریک
اسید ۱٬۳-بیس‌فسفوگلیسریک (به انگلیسی: 1,3-Bisphosphoglyceric acid) یک ترکیب شیمیایی با شناسه پاب‌کم ۶۸۳ است.